# Blanqueta de la col
La blanqueta de la col (Pieris rapae) és una espècie de lepidòpter papilionoïdeu de la família dels pièrids (Pieridae) present als Països Catalans. La larva s'alimenta de brassicàcies, entre aquestes de la col, d'on li ve el nom comú. Pot esdevenir una plaga per aquest cultius.

## Etimologia

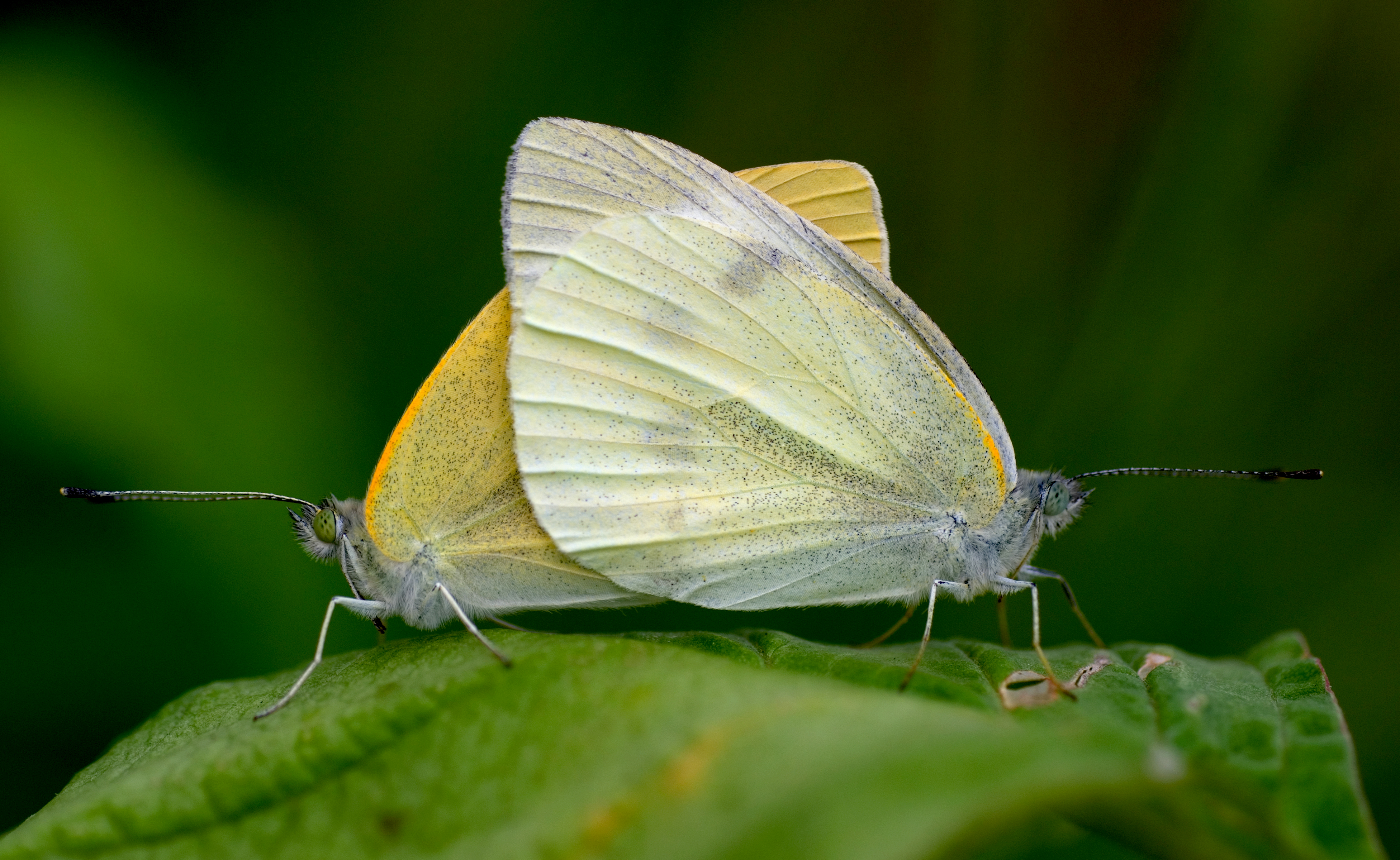
Parella copulant.

- Pieris: de la regió grega de Pièria, lloc on nasqueren les muses i Orfeu.
- rapae: del llatí rapa (nap), una de les plantes nutrícies de les larves.[4]

## Distribució
S'especula que és originària de l'est de la Mediterrània i antigament es va estendre arreu d'Europa. Més recentment ha estat introduïda al nord d'Àfrica, Nord-amèrica, est d'Àsia, Austràlia, Nova Zelanda i Hawaii.

## Descripció

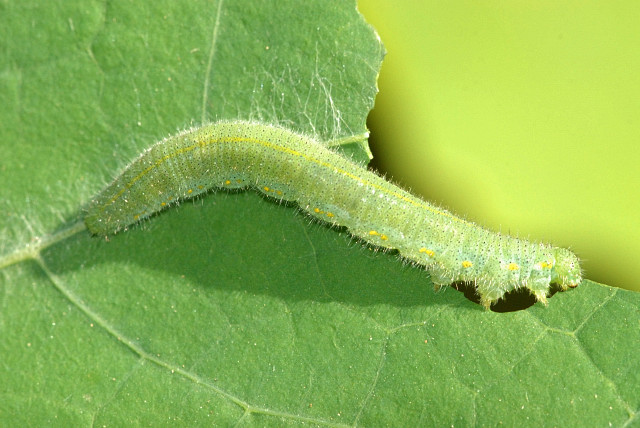
Eruga

L'imago té uns 32-47 mm d'envergadura alar. La cara superior de les ales és de color blanquinós amb taques negres: dues a les ales anteriors i una de costal a les posteriors. Té el marge apical de les ales superiors de color negre. La cara inferior de les ales posteriors és de color groguenc i la de les anteriors és blanca amb només el marge superior tacat de groc. La divergència sexual es troba en els dos punts negres que tenen les femelles a les ales superiors; el mascle no les té o només en té una. Les femelles dipositen grups de 20-50 ous grocs, d'1,5 mm de longitud, a l'anvers de les fulles. Els ous s'obren en 6-10 dies. L'eruga mesura 25-30 mm de llargària. És verdosa amb un fi puntejat negre, línia dorsal groguenca i latero-ventral de punts blancs o groguencs separats entre si. No són gregàries i es poden trobar exemplars de diverses femelles o de diferents postes en la mateixa planta. Sovint es camuflen bé al revers de les fulles. La crisàlide és d'uns 23-25 mm de mida. Penja de parets, pedres o troncs mitjançant un fil de seda toràcica. Presenta un aspecte angulós i de color verd o ocre amb sortints i arestes marrons. És en aquesta última forma com passa l'hivern.

## Ecologia
Polivoltina, vola en un seguit de 4 o 5 generacions des a la primavera i es manté fins ben entrada la tardor. Molt freqüent arreu, prefereix les zones agrícoles i ruderals, suportant alts graus de degradació de la vegetació natural. Habita un variat zones sempre que hi hagen brassicàcies. S'apropa molt a les zones antropitzades. Mostra tendències migratòries acusades. Les plantes nutrícies principals són brassicàcies de diferents espècies del gènere Brassica i també d'altres plantes com les del gènere Capparis i Atriplex. És una coneguda plaga dels cultius de brassicàcies. Al clima mediterrani l'hàbitat on es troba amb més freqüència és a les màquies d'oliveró i llentiscle.

## Agronomia

### Enemics naturals

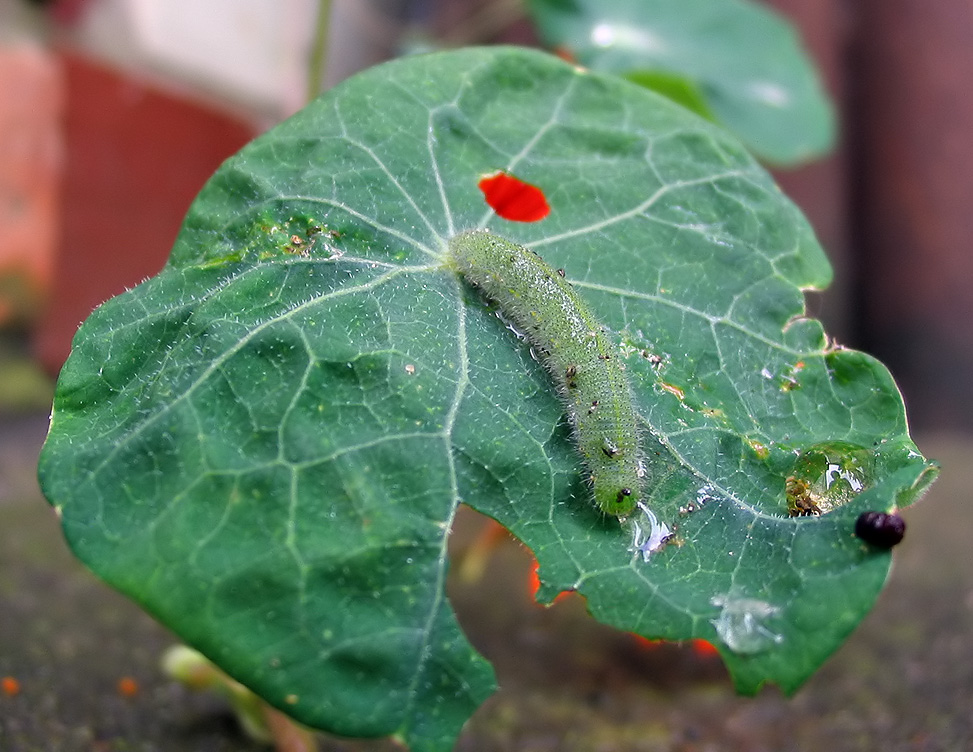
Eruga alimentant-se de caputxina.

Els enemics naturals que s'han trobat més sovint associats a les papallones de la col són els himenòpters Cotesia rubecula i Hyposoter ebeninus, que parasiten les larves, i Pteromalus puparum, que parasita les crisàlides. Altres parasitoides són dels gèneres Diadegma, Telenomus i Trichogramma. Per tal d'afavorir la presència d'aquests cal tenir presència de flors dins dels cultius, sobretot asteràcies, lamiàcies i brassicàcies, perquè els adults s'alimenten de pol·len i nèctar.

### Plantes esquer
La caputxina (Tropaeolum majus) és una planta esquer formidable per a aquesta espècie, ja que la blanqueta de la col la prefereix abans que a les brassicàcies cultivades, així plantar aquesta enfiladissa entre o prop d'on es cultiven les cols, raves o similar atraurà a la blanqueta de la col, allunyant-la dels conreus. També existeixen altres plantes esquer com la bàrbara.
S'ha demostrat que la presència d'anet augmenta la taxa de parasitisme en l'eruga de la blanqueta de la col en menys d'una temporada, així com deixar una banda floral de flora adventícia. Bones plantes companyes per a les brassicàcies cultivades, tant per fer bandes com per associar cultius, són; sàlvia, clavell de moro, crisantem tricolor, ceba i calèndula.

## Galeria

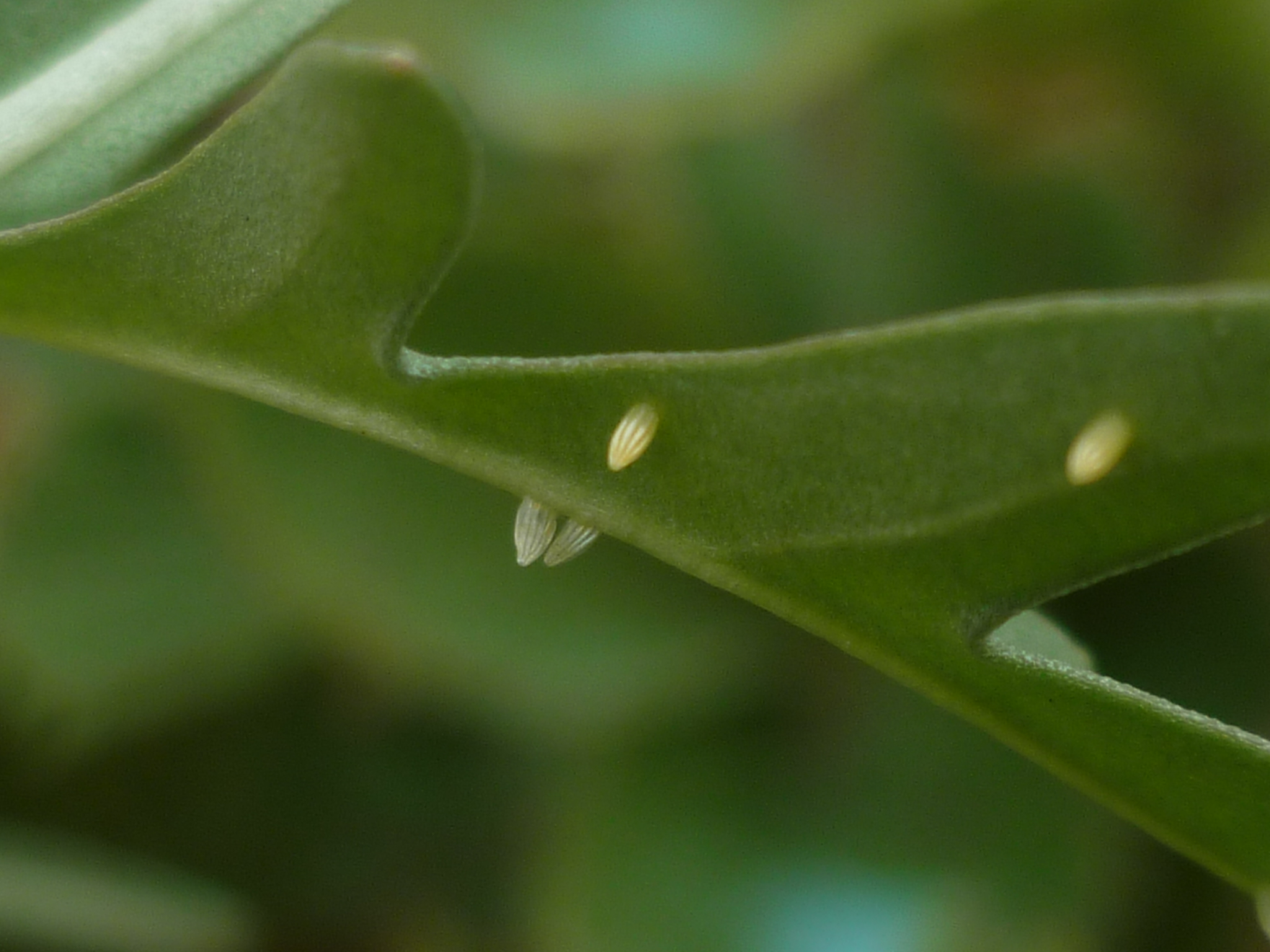
Posta
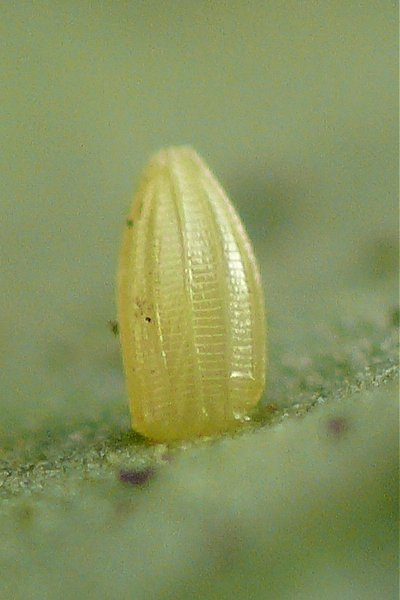
Detall d'un ou
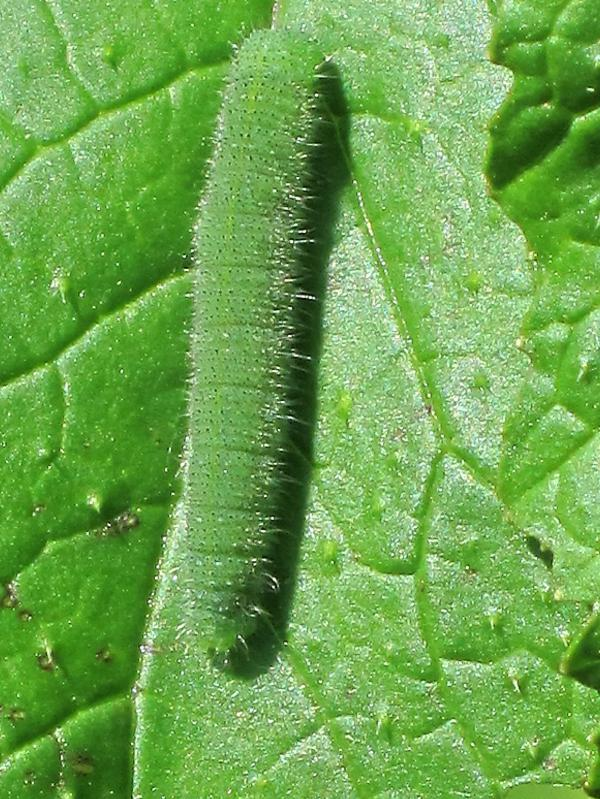
Eruga
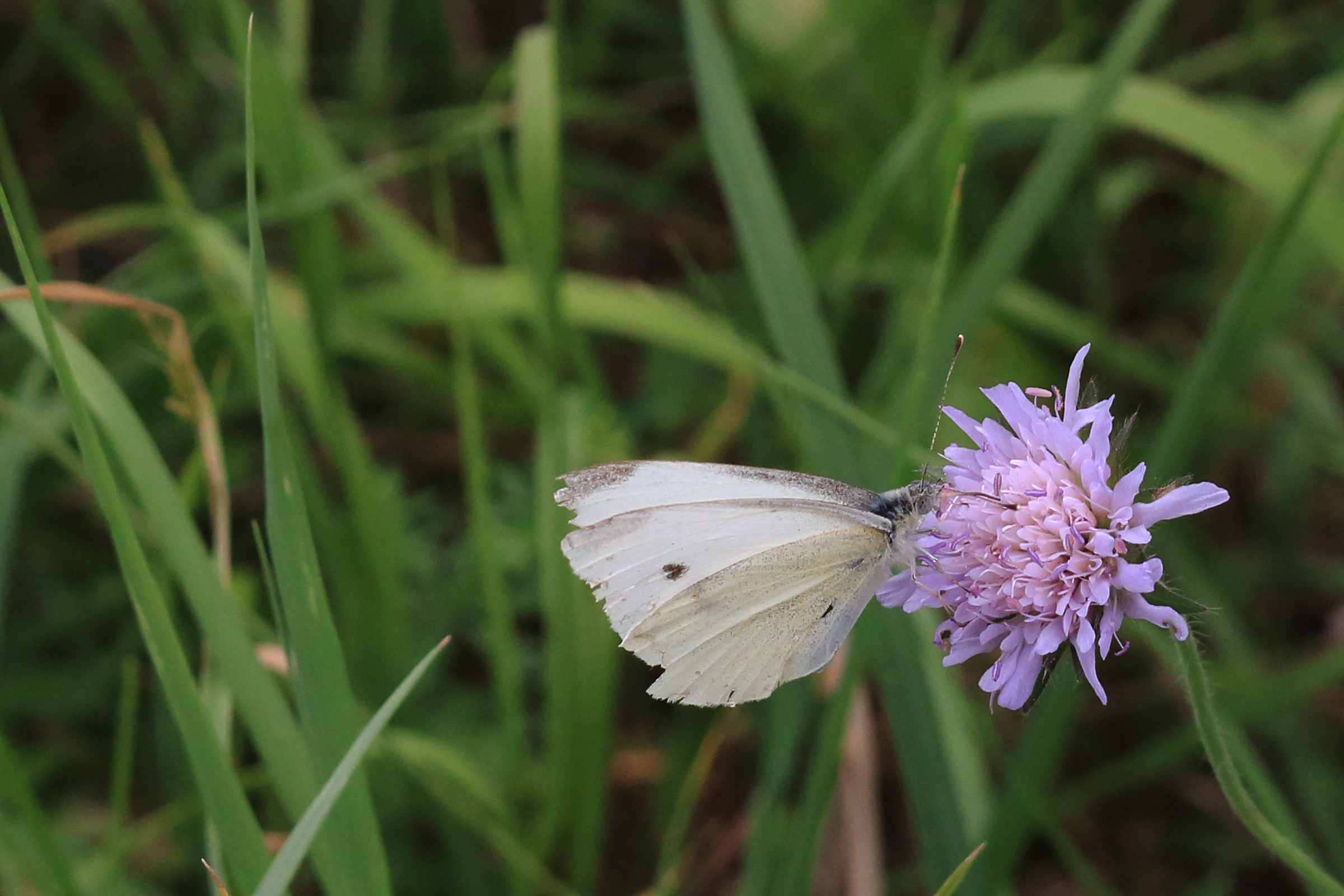
Adult alimentant-se d'una flor d'escabiosa
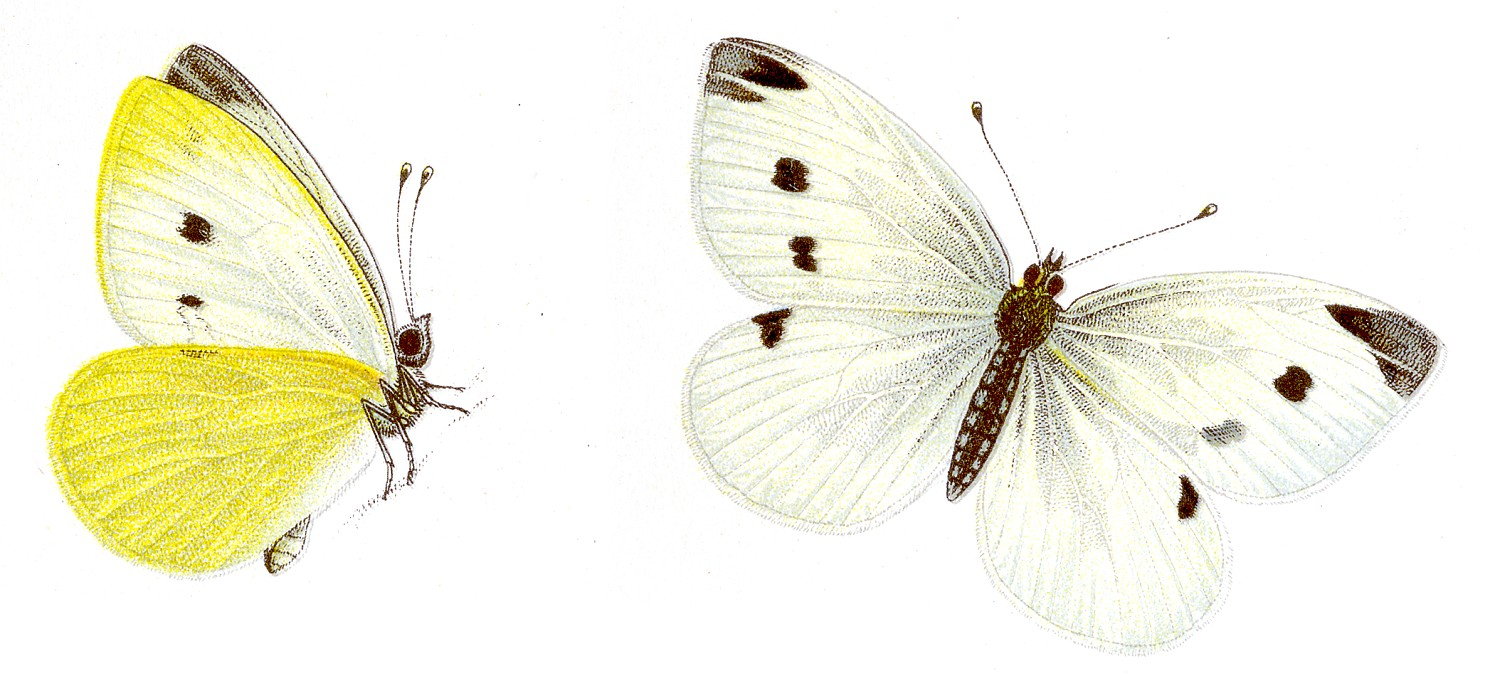
Il·lustració (detall de les ales)
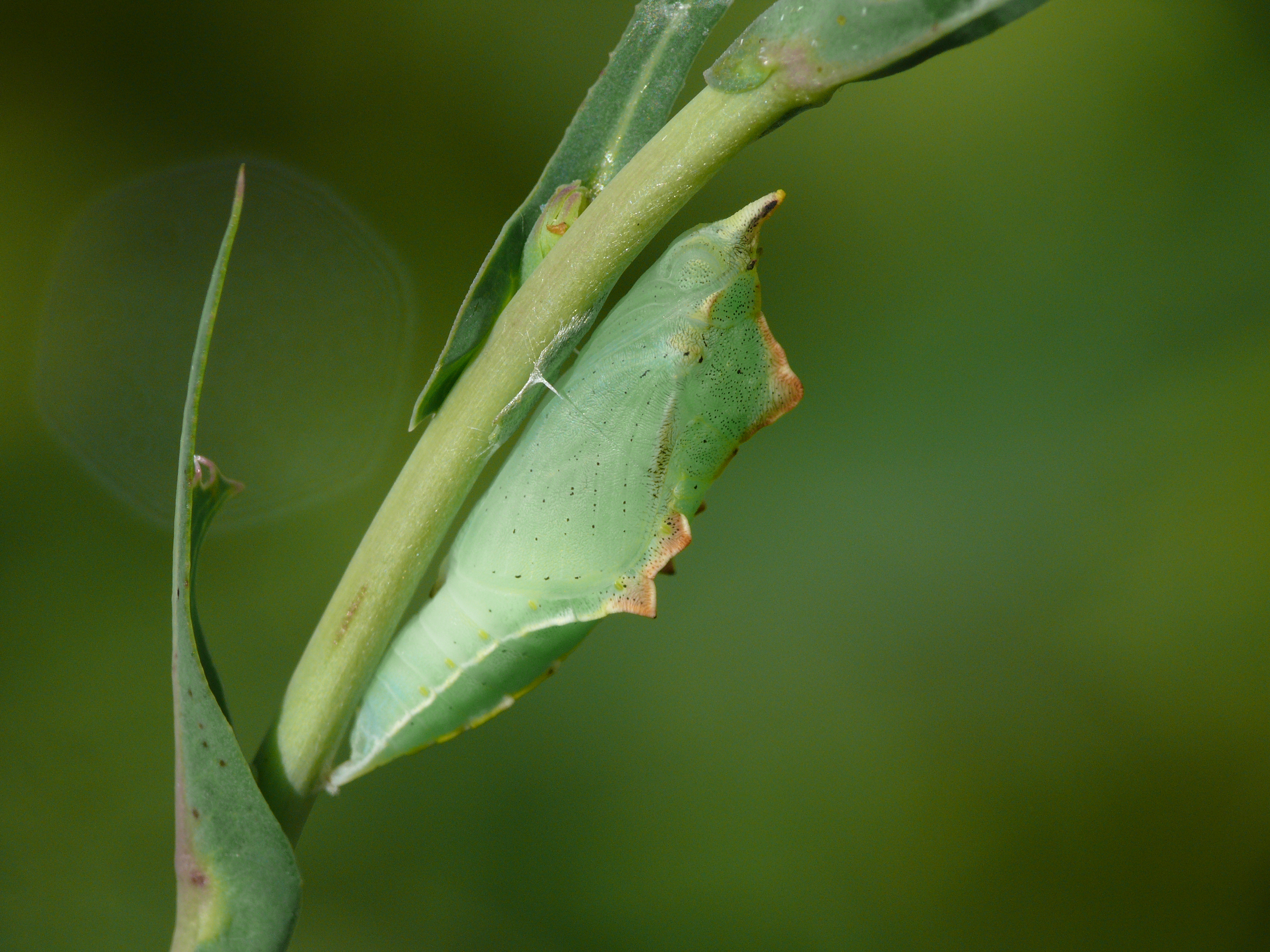
Pupa immadura
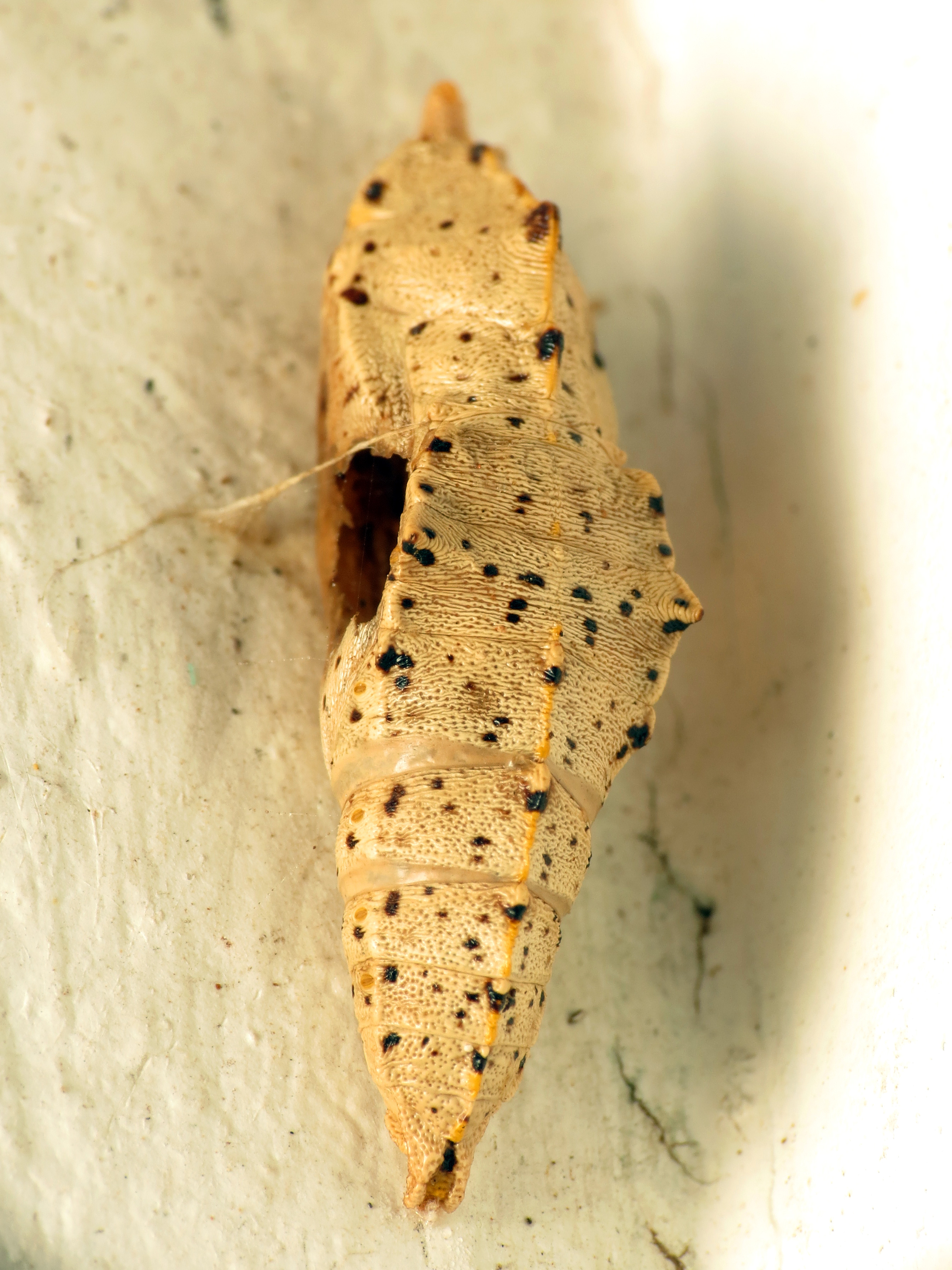
Pupa madura